# Министерство национальной экономики Казахстана
Министерство национальной экономики Республики Казахстан (каз. Қазақстан Республикасы Ұлттық экономика министрлігі) — центральный исполнительный орган Республики Казахстан, осуществляющий руководство в сферах стратегического планирования, налоговой и бюджетной политики, а также политики в области таможенного дела, государственного и гарантированного государством заимствования и долга, государственно-частного партнёрства, государственных инвестиционных проектов, защиты конкуренции и ограничения монополистической деятельности, естественных монополий и регулируемых рынков, международных экономических и финансовых отношений.
Также Министерство ответственно за регулирование международной экономической интеграции, регулирование и развитие внешнеторговой деятельности, регулирование торговой деятельности, управление государственными активами, в том числе повышения качества корпоративного управления, развитие системы государственного управления, развитие государственной политики в сфере оказания государственных услуг, мобилизационной подготовки и мобилизации, миграции населения, государственного материального резерва.
16 января 2013 года Министерство экономического развития и торговли согласно Указу Президента Республики Казахстан «О дальнейшем совершенствовании системы государственного управления Республики Казахстан» было реорганизовано в Министерство экономики и бюджетного планирования Республики Казахстан.
6 августа 2014 года в ходе реорганизации Министерство национальной экономики заменило Министерство экономики и бюджетного планирования Казахстана и Министерство регионального развития Казахстана, также к нему отнесены функции реорганизованных агентств: по статистике, по регулированию естественных монополий, по защите конкуренции, по защите прав потребителей.

## История
Министерство экономики и бюджетного планирования Республики Казахстан было образовано в 2002 году в соответствии с Указом Президента Республики Казахстан от 28 августа 2002 года N 931 «О мерах по дальнейшему совершенствованию системы государственного управления Республики Казахстан» путём слияния функций экономического планирования от Министерства экономики и торговли Республики Казахстан и бюджетного планирования — от Министерства финансов Республики Казахстан.
Министерство национальной экономики Республики Казахстан образовано в соответствии с Указом Президента Республики Казахстан
«О реформе системы государственного управления РК» от 6 августа
2014 года № 875, с передачей функций и полномочий:
Министерства экономики и бюджетного планирования Республики Казахстан, за исключением функций и полномочий в области бюджетного планирования;
Министерства регионального развития Республики Казахстан;
в области формирования и развития государственного материального резерва — от Министерства по чрезвычайным ситуациям Республики Казахстан;
Агентства Республики Казахстан по статистике;
Агентства Республики Казахстан по регулированию естественных монополий;
Агентства Республики Казахстан по защите конкуренции (Антимонопольного агентства);
Агентства Республики Казахстан по защите прав потребителей.

## Департаменты
На 2024 год.
1. Департамент государственной поддержки и защиты предпринимательства
2. Департамент политики управления обязательствами государства и развития финансового сектора
3. Департамент по работе с человеческими ресурсами
4. Департамент мобилизационной подготовки
5. Департамент анализа регионов и развития местного самоуправления
6. Департамент инвестиционной политики
7. Департамент проектного управления
8. Департамент информационно-аналитического обеспечения
9. Департамент регионального развития
10. Департамент внутреннего администрирования
11. Юридический департамент
12. Департамент развития системы государственного управления
13. Департамент политики управления государственными активами
14. Департамент международного экономического сотрудничества
15. Департамент развития социальной сферы, правоохранительных и специальных органов
16. Департамент политики развития предпринимательства
17. Департамент развития отраслей экономики
18. Департамент стратегического анализа и развития
19. Департамент экономики и финансов
20. Департамент бюджетной политики
21. Департамент налоговой и таможенной политики
22. Департамент макроэкономического анализа и прогнозирования
23. Департамент внутреннего аудита

## Комитеты
- Комитет по регулированию естественных монополий Министерства национальной экономики Республики Казахстан[6]

## Подведомственные организации
1. Акционерное общество "Институт экономических исследований".
2. Акционерное общество "Казахстанский центр государственно-частного партнерства".
3. Акционерное общество "Национальный управляющий холдинг "Байтерек".
4. Республиканское государственное учреждение "Научно-исследовательский институт микрографии" Министерства национальной экономики Республики Казахстан.

## Руководители

### Председатели Госплана Казахской ССР
Государственная плановая комиссия создана 19 ноября 1921 г. на правах совещания при Совете Труда и Обороны КАССР. В октябре 1965 г. преобразована в Государственный плановый комитет Совета Министров КазССР, функционировавший до декабря 1991 г.
1. Журевский, Петр Бертулевич март 1922 г. — июнь 1922 г.
2. Миндлин, Захар Львович июнь 1922 г. — август 1922 г.
3. Дунаев, Георгий Михайлович сентябрь 1922 г. — [ноябрь] 1922 г.
4. Миндлин, Захар Львович декабрь 1922 г. — январь 1924 г.
5. Щербаков, Семен Митрофанович, врид июнь 1924 г. — август 1924 г.
6. Садвокасов, Смагул сентябрь 1924 г. — февраль 1925 г.
7. Сергазиев, Абулай Сергазиевич февраль 1925 г. — сентябрь 1926 г.
8. Кулумбетов, Узакбай Джелдербаевич сентябрь 1926 г. — январь 1928 г.
9. Поволоцкий, Александр Моисеевич март 1928 г. — октябрь 1929 г.
10. Поднек, Август Иванович ноябрь 1929 г. — сентябрь 1931 г.
11. Маймин, Исидор Борисович октябрь 1931 г. — апрель 1933 г.
12. Андронников, Владимир Николаевич апрель 1933 г. — январь 1937 г.
13. Рафальский, Константин Яковлевич январь 1937 г. — март 1938 г.
14. Смирнов, Павел Леонтьевич март 1938 г. — июнь 1938 г.
15. Королёв, Михаил Сергеевич июнь 1938 г. — август 1939 г.
16. Мельников, Виктор Георгиевич сентябрь 1939 г. — ноябрь 1940 г.
17. Чуланов, Габдулла ноябрь 1940 г. — апрель 1942 г.
18. Дунаев, Павел Михайлович апрель 1942 г. — июнь 1943 г.
19. Тажиев, Ибрагим Тажиевич июнь 1943 г. — 1951.
20. Гогосов, Владимир Антонович 1955—1957
21. Мельников, Леонид Георгиевич (1958—1961 гг.)
22. Братченко, Борис Фёдорович 1961—1965
23. Кетебаев, Камалбай
24. Такежанов, Саук Темирбаевич 1974—1980
25. Мухамед-Рахимов, Тауфик Галеевич 1981—1986
26. Абдуллаев, Калык Абдуллаевич 1986—1992

### Министры экономики с 1991 года
| №  | Ф. И. О.            | Дата начала и окончания работы на посту | Наименование должности                                        |
| 1  | Бейсенбай Изтелеуов | январь 1993 — февраль 1994              | Министр экономики                                             |
| 2  | Марс Уркумбаев      | февраль — сентябрь 1994                 | Министр экономики                                             |
| 3  | Алтай Тлеубердин    | октябрь 1994 — ноябрь 1995              | Министр экономики                                             |
| 4  | Умирзак Шукеев      | ноябрь 1995 — март 1997                 | Министр экономики                                             |
| 5  | Умирзак Шукеев      | март — октябрь 1997                     | Министр экономики и торговли                                  |
| 6  | Жаксыбек Кулекеев   | 13 октября 1999 — декабрь 2000          | Министр экономики                                             |
| 7  | Жаксыбек Кулекеев   | декабрь 2000 — январь 2002              | Министр экономики и торговли                                  |
| 8  | Мажит Есенбаев      | январь — август 2002                    | Министр экономики и торговли                                  |
| 9  | Кайрат Келимбетов   | 28 августа 2002 — 18 апреля 2006        | Министр экономики и бюджетного планирования                   |
| 10 | Карим Масимов       | 20 апреля 2006 — октябрь 2006           | Министр экономики и бюджетного планирования                   |
| 11 | Аслан Мусин         | октябрь 2006 — август 2007              | Министр экономики и бюджетного планирования                   |
| 12 | Бахыт Султанов      | август 2007 — 12 марта 2010             | Министр экономики и бюджетного планирования                   |
| 13 | Жанар Айтжанова     | 12 марта 2010 — 8 апреля 2011           | Министр экономического развития и торговли                    |
| 14 | Кайрат Келимбетов   | 11 апреля 2011 — 20 января 2012         | Министр экономического развития и торговли                    |
| 15 | Бакытжан Сагинтаев  | 20 января 2012 — 24 сентября 2012       | Министр экономического развития и торговли                    |
| 16 | Ерболат Досаев      | 25 сентября 2012 — 16 января 2013       | Министр экономического развития и торговли                    |
| 17 | Ерболат Досаев      | 16 января 2013 — 6 августа 2014         | Министр экономики и бюджетного планирования                   |
| 18 | Ерболат Досаев      | 6 августа 2014 — 5 мая 2016             | Министр национальной экономики                                |
| 19 | Куандык Бишимбаев   | 6 мая 2016 — 28 декабря 2016            | Министр национальной экономики                                |
| 20 | Тимур Сулейменов    | 28 декабря 2016 — 21 февраля 2019       | Министр национальной экономики                                |
| 21 | Руслан Даленов      | 25 февраля 2019 — 18 января 2021        | Министр национальной экономики                                |
| 22 | Асет Иргалиев       | 18 января 2021 — 5 января 2022          | Министр национальной экономики                                |
| 23 | Алибек Куантыров    | 11 января 2022 — 6 февраля 2024         | Министр национальной экономики                                |
| 24 | Нурлан Байбазаров   | С 6 февраля 2024 — 21 декабря 2024      | Заместитель Премьер-Министра - Министр национальной экономики |
| 24 | Серик Жумангарин    | С 21 декабря 2024                       | Заместитель Премьер-Министра - Министр национальной экономики |